# 盛懋
盛懋（1310年？—1361年以后），字子昭，嘉兴（今属浙江）武塘人，中国元代画家。与画家吴镇同时代，且比门而居。善画人物、山水、花鸟。

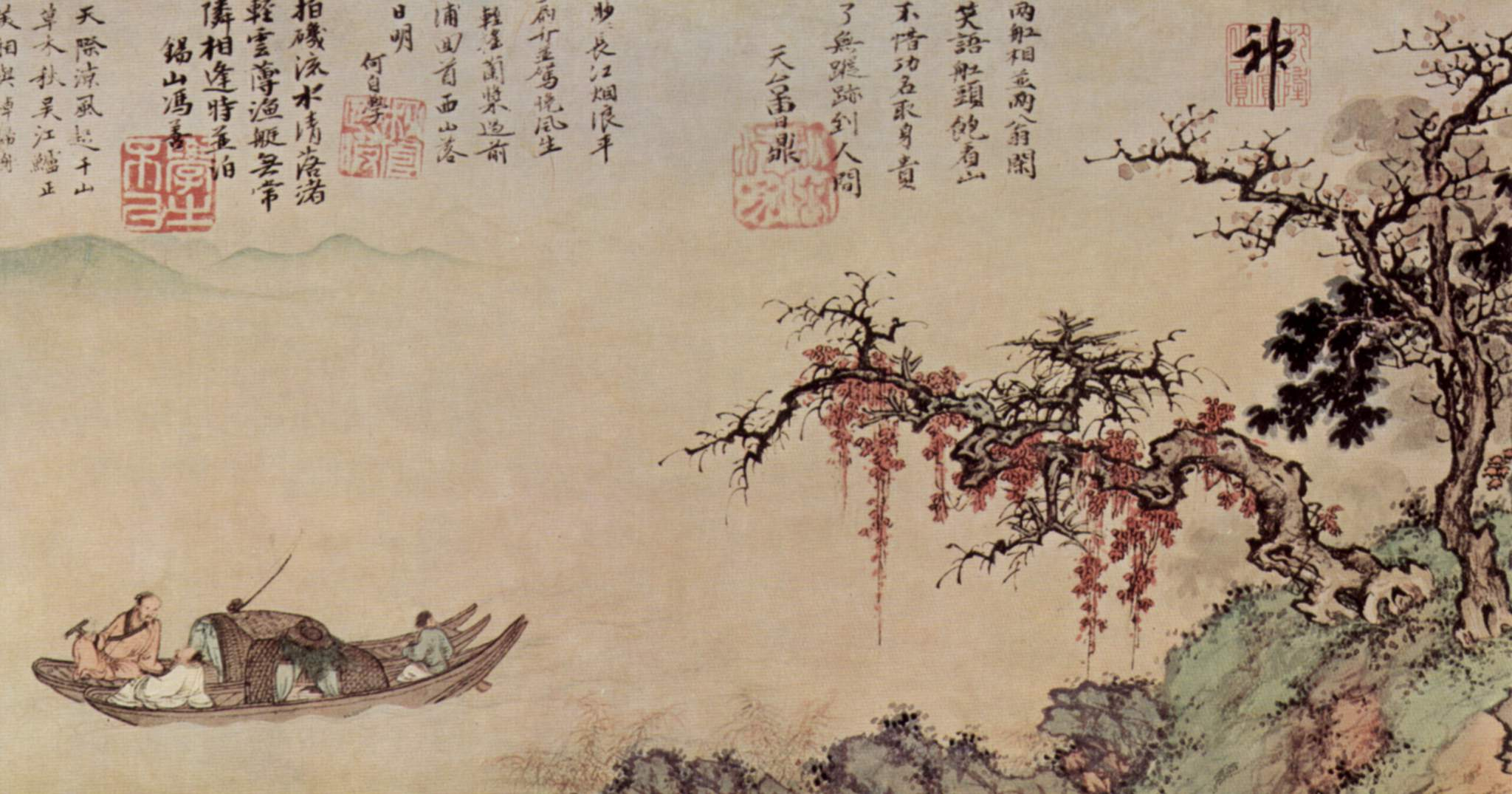
盛懋《江枫秋艇图》（1361年）, 台北故宫博物院藏

## 生平
其父盛洪善画，盛懋幼承家学，早年并得画家陈琳指点，画山石多用批麻皴或解索皴，笔法精整，设色明丽。其技艺高超，并能接受元代文人画家的影响，其作品颇合士大夫阶层的审美情趣，但缺少文人画中的胸中逸气。后人评价他精致有余而意趣不足。

## 作品
主要代表作有《秋林高士图》、《秋江待渡图》、《江枫秋艇图》、《沧江横笛图》、《溪山清夏图》、《山居纳凉图》和《松石图》等。